# Forti FG03
De Forti FG03 was de auto waarmee team Forti deelnam aan het seizoen Formule 1 in 1996. De auto werd bestuurd door Luca Badoer en Andrea Montermini. Voor beide coureurs was het hun eerste jaar bij Forti.
De auto was ontworpen als vervanger van de langzame "B" versie van de FG01 waar het team gebruik van maakte in 1995 en aan het begin van 1996. De werd voor het eerst gebruikt bij de Grand Prix van San Marino. De auto bleek onder andere op het gebied van downforce een enorme stap voorwaarts te zijn, maar toch wisten de coureurs zich niet te kwalificeren voor de Grand Prix van Spanje en de Grand Prix van Groot-Brittannië. Door financiële problemen werd er niet meer deelgenomen vanaf de Grand Prix van Duitsland.

## Resultaten
| Jaar | Team  | Motor               | Banden   | Coureurs          | 1   | 2   | 3   | 4   | 5   | 6   | 7   | 8   | 9   | 10  | 11  | 12  | 13  | 14  | 15  | 16  | Punten | Wk  |
| ---- | ----- | ------------------- | -------- | ----------------- | --- | --- | --- | --- | --- | --- | --- | --- | --- | --- | --- | --- | --- | --- | --- | --- | ------ | --- |
| 1996 | Forti | Ford Zetec R ECA V8 | Goodyear |                   | AUS | BRA | ARG | EUR | SMR | MON | SPA | CAN | FRA | GBR | DUI | HON | BEL | ITA | POR | JPN | 0      | 11e |
| 1996 | Forti | Ford Zetec R ECA V8 | Goodyear | Luca Badoer       |     |     |     |     | 10  | Ret | DNQ | Ret | Ret | DNQ | DNP |     |     |     |     |     | 0      | 11e |
| 1996 | Forti | Ford Zetec R ECA V8 | Goodyear | Andrea Montermini |     |     |     |     |     | DNS | DNQ | Ret | Ret | DNQ | DNP |     |     |     |     |     | 0      | 11e |